# Jordanoleiopus leonensis
Jordanoleiopus leonensis är en skalbaggsart som beskrevs av Stefan von Breuning 1957. Jordanoleiopus leonensis ingår i släktet Jordanoleiopus och familjen långhorningar.
Artens utbredningsområde är Sierra Leone. Inga underarter finns listade i Catalogue of Life.